# Rue de Nice (Paris)
Pour les articles homonymes, voir Rue de Nice.
La rue de Nice est une voie du 11e arrondissement de Paris, en France.

## Situation et accès
La rue de Nice est une voie publique située dans le 11e arrondissement de Paris. Elle débute au 29, rue Neuve-des-Boulets et se termine au 152, rue de Charonne.

## Origine du nom

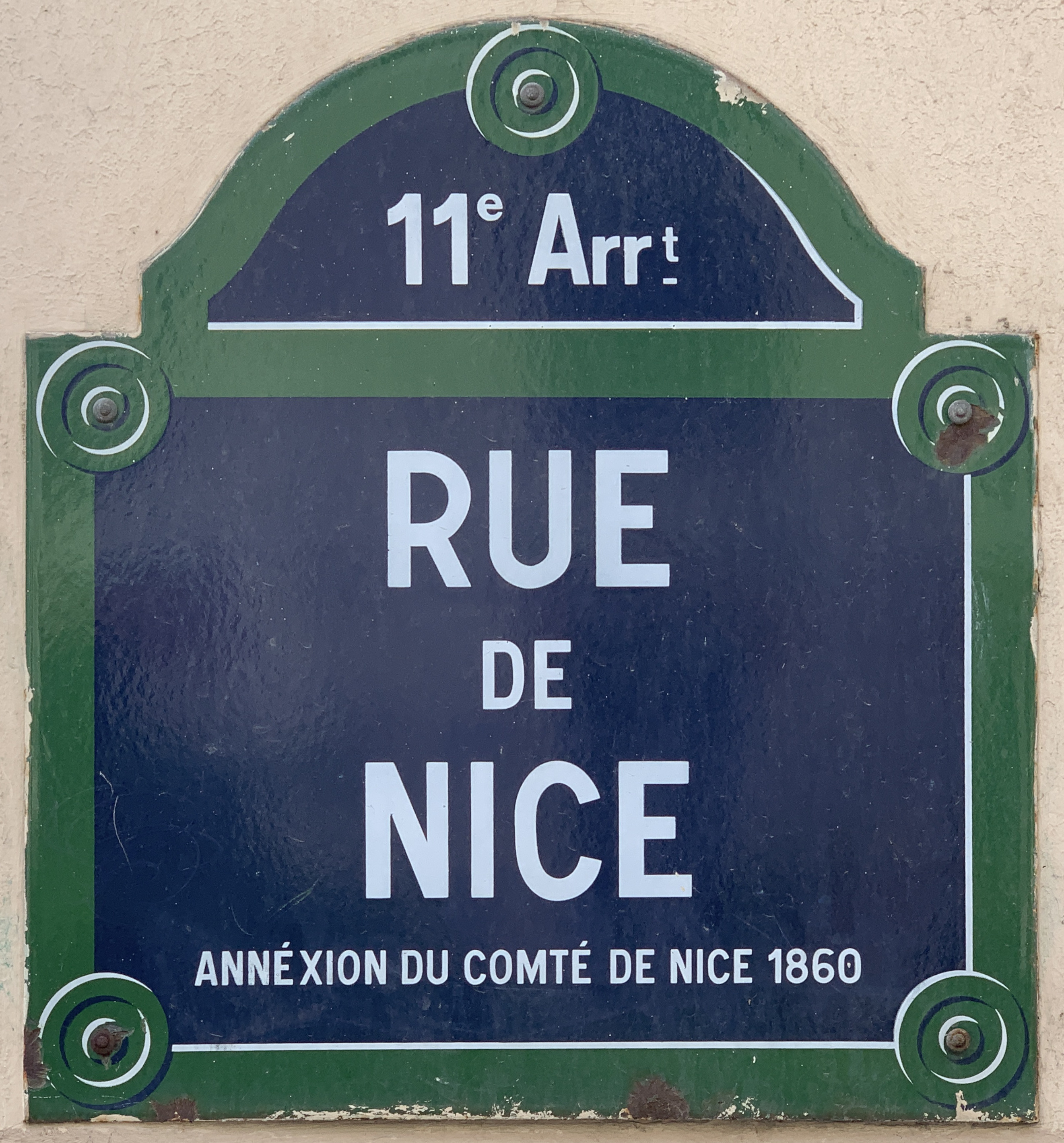
Plaque de la rue.

Le nom de la rue commémore l'annexion du comté de Nice par la France.

## Historique
Cette ancienne voie privée a pris sa dénomination actuelle en 1860, lorsqu'elle fut formée.
Elle est classée dans la voirie parisienne par un arrêté en date du 9 juin 1931.